# Bigas Luna
 José Juan Bigas Luna (Barcelona, 19 maart 1946 – La Riera de Gaià, 6 april 2013) was een Spaans regisseur. Luna gold als een van de belangrijkste en meest invloedrijke filmregisseurs van de Spaanse filmwereld.
Een aantal bekende films die Luna regisseerde waren 'Jamón Jamón' en 'Macho (Huevos de oro)'. Beide verschenen ook in de Nederlandse bioscopen. Luna ontdekte daarnaast ook de toen nog onbekende acteurs Javier Bardem, Penélope Cruz en Jordi Mollà.
Luna overleed op 6 april 2013 in zijn huis in La Riera de Gaià aan de gevolgen van kanker.